# Bretwalda
Bretwalda è un titolo nobiliare sassone (equivalente a re), che venne forse usato da alcuni dei monarchi dei reami d'Inghilterra (la cosiddetta "eptarchia anglosassone"), nella seconda metà del I millennio d.C. Un tale re era considerato come il signore di diversi regni anglosassoni. Non si trattava di un titolo in quanto tale, e certamente non venne ereditato né mantenuto all'interno di un regno. La maggior parte dei bretwalda dovette combattere per ottenere il potere; la violenza non mancava mai nella politica anglosassone.
Il termine deriva dall'anglosassone bretanwealda, "signore di Britannia" — riferendosi alle pretese di signoria dei re sassoni sui Britanni.
Contrariamente a quanto si crede comunemente, san Beda il Venerabile non usa il titolo di Bretwalda per i primi sette re del seguente elenco. La parola appartiene infatti all'antico inglese, mentre Beda scriveva in latino. Egli definisce il potere di questi re con il termine di imperium. La Cronaca anglosassone utilizza Beda come fonte per i primi sette re e vi aggiunge i successivi re del Wessex, principalmente perché di origine sassone occidentale. Il termine bretwalda è problematico e viene accantonato in favore della parola "signore", che meglio descrive le relazioni che il re teneva con gli altri vari re e popoli della Britannia.
Un bretwalda esercitava la signoria su diversi altri regni, spesso acquisiti tramite matrimoni. Un chiaro segno di signoria era la concessione ad un territorio degli statuti propri di un altro regno. Quando un re di un grande regno, come ad esempio la Mercia, governava come bretwalda su un altro grande regno, come ad esempio l'Anglia Orientale, il rapporto era più equo che nel caso in cui il suo potere si estendesse su uno più piccolo, come ad esempio quello di Hwicce.

## Lista deiBretwalda
- Ælle del Sussex (477-circa 514)
- Ceawlin del Wessex (560-591)
- Ethelbert del Kent (591-616)
- Raedvaldo dell'Anglia orientale (616-627)
- Edwin di Deira (627-632)
- Oswald di Bernicia (633-641)
- Oswiu di Northumbria (641-670)
- Etelbaldo di Mercia (circa 735-757; non compreso nell'elenco originale)
- Offa di Mercia (757-796; non compreso nell'elenco originale)
- Egberto del Wessex (829-839)
- Ethelwulf del Wessex (839-855)
- Ethelbald del Wessex (855-860)
- Ethelbert del Wessex (860-866)
- Etelredo I del Wessex (866-871)
- Alfredo il Grande del Wessex (871-899)

L'elenco originale dei bretwalda non contiene i re Etelbaldo e Offa di Mercia, ma con tutta probabilità erano considerati signori ai loro tempi e sono inclusi qui sopra. Beda non registra Etelbaldo o Offa, poiché ebbero il titolo dopo la sua morte nel 735).
Esistono pochi dati in merito all'uso effettivo del titolo di bretwalda nel periodo anglosassone. Cadde gradualmente in disuso attorno o dopo l'invasione danese degli anni 860 e 870. Durante questa fase di invasione e insediamento, i vecchi e potenti regni di Northumbria, East Anglia, Essex e gran parte della Mercia vennero sconfitti dai vichinghi danesi. Il Wessex resistette sotto re Alfredo, che strinse legami fra Wessex e Mercia, una mossa importante verso la costituzione di un regno inglese. Alfredo venne chiamato "re degli anglosassoni" in alcuni statuti, mentre suo nipote Atelstano venne per primo chiamato re d'Inghilterra. Il regno inglese venne tuttavia stabilmente fondato solo con Edgardo.